# محمد بن سرو المعتز
محمد بن سرو المعتز كان أمير مدرار لسجلماسة.
كان والده سرو وجده هو أبو مالك المنتصر بن إليسع وهو ابن عم سلفه أحمد بن ذكيّة وكان مقرّبًا للفاطميين.
وفي عام 921م قدم الحاكم الفاطمي لتاهرت، القائد مسلة بن حبوس، نفسه إلى سجلماسة، وحاصرها (في أيار) واحتلها (في حزيران)، ووضعه على العرش. حكم مخلصًا للفاطميين حتى وفاته سنة 933/934م.
وخلفه ابنه أبو المنتصر محمد بن محمد.